# Boarmia glaucodisca
Boarmia glaucodisca là một loài bướm đêm trong họ Geometridae.